# Hubert Wołąkiewicz
Hubert Wołąkiewicz, né le 21 octobre 1985 à Skarżysko-Kamienna, est un footballeur international polonais. Il occupe le poste de défenseur central.

## Biographie

### Des débuts compliqués à Wronki
Hubert Wołąkiewicz commence sa carrière au Tęcza 34 Płońsk, avant de rejoindre l'Amica Wronki en 2002. Il joue tout d'abord avec les équipes de jeunes, avant de passer professionnel en 2004. Mis à disposition de l'équipe réserve, Wołąkiewicz doit attendre deux ans et le 11 avril 2006 pour jouer son premier match professionnel, contre le Korona Kielce, mais est plus habitué ensuite à la réserve qu'aux rencontres de première division. À la fin de la saison, le joueur fait les frais de la fusion entre l'Amica et le Lech Poznań, et part jouer avec la nouvelle équipe de Wronki, reléguée en troisième division.

### Devient le leader du Lechia Gdańsk
Une année plus tard, en juillet 2007, il s'engage avec le Lechia Gdańsk, pensionnaire de deuxième division. Rapidement, il devient l'un des cadres de l'équipe, qui est promue en Ekstraklasa. Wołąkiewicz ne manque quasiment aucune rencontre, et joue presque soixante-dix matches en deux saisons. Il se découvre même des talents de tireur de pénalty lors de la saison 2009-2010, qu'il finit à la première place du classement des buteurs de son club avec cinq buts marqués.
En 2010, sa place dans la charnière centrale n'est toujours pas contestée, et Wołąkiewicz est même appelé en équipe nationale par Franciszek Smuda en fin d'année. Le 12 octobre, il joue son premier match international contre l'Équateur, et manque même de marquer le but de la victoire – il ne trouve que le poteau– puis enchaîne avec deux nouvelles rencontres avant la trêve hivernale, face à la Côte d'Ivoire à Poznań et la Bosnie-Herzégovine à Antalya.
À l'hiver, il est préacheté par le Lech Poznań, qui veut profiter de la fin de son contrat en juin 2011 pour le compter gratuitement dans ses rangs. Cependant, les dirigeants de Poznań font le « forcing » pour le faire venir dès l'hiver, et payent finalement les indemnités de transfert en vue des échéances européennes.

## Palmarès
- Champion de Pologne : 2015